# Rusko na Zimních olympijských hrách 2010
Rusko na Zimních olympijských hrách 2010 v Vancouvru reprezentovalo 177 sportovců, z toho 96 mužů a 81 žen. Nejmladším účastníkem byla Anna Prugova (16 let, 86 dní), nejstarší pak Sergej Fjodorov (40 let, 66 dní) . Reprezentanti vybojovali 15 medailí, z toho 3 zlaté, 5 stříbrných a 7 bronzových.

## Medailisté
| Medaile | Jméno                                                                 | Sport          | Disciplína                  |
| ------- | --------------------------------------------------------------------- | -------------- | --------------------------- |
| Zlato   | Nikita Krjukov                                                        | Běh na lyžích  | Muži sprint                 |
| Zlato   | Jevgenij Usťugov                                                      | Biathlon       | Muži 15 km hromadný start   |
| Zlato   | Světlana Slepcova Anna Bogalij-Titovec Olga Medvedceva Olga Zajcevová | Biathlon       | Ženy štafeta 4 x 6 km       |
| Stříbro | Alexander Panžinskij                                                  | Běh na lyžích  | Muži sprint                 |
| Stříbro | Jevgenij Pljuščenko                                                   | Krasobruslení  | Muži jednotlivci            |
| Stříbro | Olga Zajcevová                                                        | Biathlon       | Ženy 12,5 km hromadný start |
| Stříbro | Ivan Skobrev                                                          | Rychlobruslení | 10 000 m - muži             |
| Stříbro | Jekatěrina Iljuchinová                                                | Snowboarding   | Ženy paralelní obří slalom  |
| Bronz   | Ivan Skobrev                                                          | Rychlobruslení | 5 000 m - muži              |
| Bronz   | Alexandr Treťjakov                                                    | Skeleton       | Muži jednotlivci            |
| Bronz   | Alexandr Zubkov Alexej Vojevoda                                       | Boby           | Muži dvojbob                |
| Bronz   | Irina Chasova Natalja Korosteljova                                    | Běh na lyžích  | Ženy sprint volně           |
| Bronz   | Nikolaj Morilov Alexej Pětuchov                                       | Běh na lyžích  | Muži sprint volně           |
| Bronz   | Oxana Domninová Maxim Šabalin                                         | Krasobruslení  | taneční páry                |
| Bronz   | Ivan Čerezov Anton Šipulin Maxim Čudov Jevgenij Usťugov               | Biathlon       | Muži štafeta 4 x 7,5 km     |